# Salix microstachya
Salix microstachya — вид квіткових рослин із родини вербових (Salicaceae).

## Морфологічна характеристика
Це кущ до 2 метрів заввишки. Гілочки жовтуваті чи жовтувато-коричневі чи сірувато-пурпурувато-коричневі, рідше сірувато-зелені, голі чи злегка ворсисті. Листки на коротких ніжках; листкова пластинка лінійна, лінійно-ланцетоподібна чи серпувато-ланцетоподібна, 15–40 × 2–4 мм, спочатку запушена, стає ± голою, край суцільно або нечітко зубчастий, верхівка довго загострена. Сережки 1–1.5(2) см, майже сидячі.

## Середовище проживання
Сибір, Внутрішня Монголія, Монголія, Сіньцзян. Населяє береги річок, вологі місця між дюнами.

## Використання
Рослина збирається з дикої природи для використання у виготовленні кошиків.